# بوهوسلاو مارتینو
بوهوسلاو مارتینو (Bohuslav Martinů) آهنگساز چک در ۸ دسامبر ۱۸۹۰ در پولیچکا به دنیا آمد و در ۲۸ اوت ۱۹۵۹ در لستل سوئیس درگذشت. وی در طول دوران حیات هنری خویش ۶ سمفونی، ۱۵ اپرا و ۱۴ باله تصنیف کرد.

بوهوسلاو مارتینو موسیقی را از ۶ سالگی و با آموختن ساز ویولن آغاز کرد و بعدها به ارکستر فیلارمونیک پراگ پیوست. وی در سال ۱۹۲۳ به پاریس رفت و زیر نظر آلبر روسل آهنگساز فرانسوی آموزشهایش را تکمیل کرد. پس از تهاجم آلمان به فرانسه، بوهوسلاو مارتینو به آمریکا گریخت و در دانشگاه پرینستون به تدریس پرداخت.

## برخی از آثار
- ۵ سمفونی
- سونات فلوت
- ۷ چهارتوازی برای سازهای زهی
- اپرای ژولیت یا کلید رؤیاها
- دوبل کنسرتو برای سازهای زهی، پیانو و تیمپانی
- فهرست آثار